# Таланов, Валерий Михайлович
Валерий Михайлович Таланов (род. 20 марта 1950 года, г. Константиновка, Сталинская область, УССР) ― российский химик, доктор химических наук (2000), профессор, заслуженный работник высшей школы Российской Федерации (2013).

## Биография
Валерий Михайлович родился 20 марта 1950 года в городе Константиновка Донецкой области. В 1967 году после окончания школы  поступил в Новочеркасский политехнический институт, который окончил в 1972 году. С 1972 года по 1974 год Таланов В. М. обучался в аспирантуре. После защиты кандидатской диссертации Валерий Михайлович прошёл путь от ассистента до профессора, доктора химических наук, заведующего кафедрой общей и неорганической химии Южно-Российского государственного технического университета. Преподаваемые курсы:	«Химия», «Основы общей и неорганической химии», «Основы общей и неорганической химии (дополнительные главы)», «Философские вопросы науки и техники», «Наноматериалы», «Концепции современного естествознания», «Ноосфера и судьба цивилизации» и другие.
В 2002 году защитил докторскую диссертацию «Термодинамическое и структурное моделирование фазовых переходов в кристаллах со структурой шпинели».
Таланов Валерий Михайлович является известным учёным-теоретиком в области химии и физики твердого тела, философии естествознания, проблем высшей школы.
Профессор Таланов В. М. участвовал в работе 60-ти всероссийских и международных конференций, выступал с докладами на трёх международных научных Конгрессах, автор более 700 трудов, в том числе 70 книг и 40 учебников и учебных пособий. Валерий Таланов автор фильма «Фораминиферы и гастроподы» (о проблеме левого и правого в науке и искусстве), получившего на Всероссийском кинофестивале Нику (1996) по номинации «Научно-популярное кино». Валерий Михайлович в 2009 году участвовал в съёмках документального фильма «Ю. А. Жданов».
Таланов В. М. был членом редколлегии журнала «Известия вузов. Северо-Кавказский регион. Естественные науки».

## Область научных интересов
- Физико-химические основы дизайна новых материалов;
- Теоретическая кристаллохимия и теоретическая термодинамика;
- Структурные фазовые переходы;
- Критическое состояние вещества.

## Труды
Основные публикации
- Таланов В. М. Синдром Пигмалиона. Юж.-Рос. Гос. Техн. ун-т. ― Новочеркасск: ЮРГТУ (НПИ), 2012. ― 27 с.
- Таланов В. М. О науке, образовании и нравственности. Юж.-Рос. Гос. Техн. ун-т. ― Новочеркасск: ЮРГТУ (НПИ), 2012. ― 67 с.
- Talanov V. M. and other. Ferroelectrics and Superconductors. Editor Ivan A. Parinov. // Chapter 4. Designing of Multiferroic Materials  Based on Perovskite and Spinel-like Compounds: Reactivity and Regions of Structure Stability; Phase Formationand Stepwise Optimization of Technology; Relaxation Dynamics, UHF Absorption and Secondary Periodisity of Ferromagnetic Properties ― Nova Science Publishers, Inc. New York – 2012. ― P. 109―144.
- Talanov V. M., Fedorova N. V.. Symmetrical Features of the Fullerene Structures in Light of the Fundamental Domains Theory of Point Symmetry Groups // Handbook on Fullerene: Synthesis, Properties and Applications. Editors: Robert F. Verner and Carlos Benvegnu. ― Nova Science Publishers, Inc. New York ― 2012. ― P. 151―195
- Таланов В. М. О целостности научного мировоззрения. ― Новочеркасск: ЮРГТУ (НПИ), 2012. ― 35 с.
- Торгашев В. И., Прохоров А. С., Командин Г. А., Жукова Е. С., Анзин В. Б., Таланов В. М., Рабкин Л. М., Буш А. А., Dressel M., Горшунов Б. П., Магнитный и диэлектрический отклик кобальт-хромовой шпинели CoCr2O4 в терагерцевой области частот // ФТТ, 2012, том 54, выпуск 2. ― С. 330―339.
- Иванов В. В., Таланов В. М., Гусаров В. В. Символьное описание структурных типов кристаллов // Наносистемы: физика, химия, математика. ― 2012. Т.3(4). ― С. 82―100.
- Муковнин А. А., Таланов В. М. Феноменологическая теория распада тетракритической точки фазовой диаграммы // Наносистемы: физика, химия, математика. ― 2012. Т.3(4). ― С. 122―133.
- Муковнин А. А., Таланов В. М. Феноменологическая теория фазовых диаграмм с мультикритическими точками // Журнал физической химии, 2012, том 86, № 12, с. 1920–1925.
- Муковнин А. А., Таланов В. М. О фазовой диаграмме системы MnTi2-XVXO4 //Известия высших учебных заведений. Серия: Химия и химическая технология. 2012. ― Т. 55, № 9. ― С. 27―31.
- Mukovnin A.A., Talanov V.M. The theory of phase diagrams of thermodynamic systems with symmetry 3m// Solid State Communications. ― 2012. –V.152 ― P. 2013―2017
- Муковнин А. А., Таланов В. М. Описание фазовой диаграммы и параметра порядка твердого раствора NixFe1-xCr2O4  // Известия высших учебных заведений. Серия: Химия и химическая технология. 2012. ― Т. 55, № 11. ― С. 68―70.
- Королева А. И., Таланов В. М., Савенкова М. А. Комплексообразование в двойной системе RbPO3 – Bi2O3// Известия высших учебных заведений. Серия: Химия и химическая технология. 2012. ― Т. 55, № 11. ― С. 71-74.
- Таланов В. М. Ритмокаскады в Периодической Системе (Опыт преподавания теории периодического закона) // Известия высших учебных заведений. Серия: Химия и химическая технология. 2012. ― Т. 55, № 11. ― С. 129―131.
- В. М. Таланов., В. И. Вернадский и Ю. А. Жданов: два синтеза Космоса //Научное наследие Ю.А. Жданова и современные проблемы моделирования сложных социосистем (на материалах Юга России): материалы международных научных чтений (г. Ростов-на-Дону, 19 октября 2012 г.) ― Ростов н/Д: Изд-во СКНЦ ВШ ЮФУ, 2012. ― C. 41―61.
- Таланов В. М. Наука и образование как общечеловеческие ценности // Академические фундаментальные исследования молодых ученых России и Германии в условиях глобального мира и новой культуры научных публикаций : материалы Междунар. молодеж. конф., г. Новочеркасск, 4-5 окт. 2012 г. / Юж.-Рос. гос. техн. ун-т (НПИ) ― Новочеркасск : Лик, 2012. ― С. 3―20.
- В. М. Таланов. В. И. Вернадский и Ю. А. Жданов: духовное рождает духовное //В кругу Юрия Андреевича Жданова: учителя, сподвижники, ученики / Отв. Редактор д.ф.н., профессор Ю. Г. Волков. М. ― Ростов н/Д: Изд-во Социально-гуманитарные знания. 2012. ― С. 58―71.
- Денисов В. В., Таланов В. М., Денисова И. А., Дрововозова Т. И., Житный Г. М., Луганская И. А., Хорунжий Б. И. Общая и неорганическая химия: учебное пособие/ под ред. В. В. Денисова, В. М. Таланова. ― Ростов-на-Д: Феникс, 2013. ― 573с.
- Таланов В. М. Возможен ли универсальный метаязык культуры? Юж.-Рос гос. Политехн. Ун-т (НПИ) имени М.И. Платова. – Новочеркасск: ЮРГПУ (НПИ), 2013. – 88 с.
- L. A. Reznichenko, I. A. Verbenko, A. V. Pavlenko, A. A. Pavelko, K. P. Andryushin, S. I. Dudkina, L. A. Shilkina, H. A. Sadykov, A. G. Abubakarov, N. P. Shabelskaya, V. M. Talanov, V. V. Ivanov, S. V. Titov and I. N. Andrushina. Piezoelectric and Multiferroic Ceramic Materials on the Base of Different Structural Types. Monograph « Nano- and Piezoelectric Technologies, Materials and Devices». Nova Science Publishers. 2013. Chapter 3.
- Таланов В. М., Широков В. Б., Иванов В. В., Таланов М. В. Теория структурного фазового перехода в MgTi2O4 //Кристаллография. ― 2012. ― Т.58, N1. ― С.80-91.
- Таланов В. М., Широков В. Б. Теория образования упорядоченной фазы LiZn0.5Mn1.5O4 //Кристаллография. ― 2013. – Т.58, N2. ― С. 296―301.
- Иванов В. В., Таланов В. М. Конструирование фрактальных наноструктур на основе сеток Кеплера–Шубникова // Кристаллография. ― 2013. ― Т.58, N3. ― С. 370–379.
- Иванов В. В., Таланов В. М. Символьное описание упаковок модулей и коды структур кристаллов // Ж. Структурной химии. ― 2013. – Т.54, N2. ― С. 346―368.
- V. M. Talanov, A. A. Mukovnin. Phenomenological theory of multicritical points splitting in the phase diagrams. The case of Landau’s potentials with L = 3m// Eur. Phys. J. ― 2013. – V. 86. ― P. 448―460.
- Таланов В. М. Информация как внутренний параметр, характеризующий структурную организацию вещества// Современные наукоёмкие технологии. 2013. ― № 12. ― С. 87―89.
- Иванов В. В., Таланов В. М. Способы идентификации образа гиперкубической р-ячейки 4d структуры и допустимые топологические преобразования оболочек ее наиболее симметричных 3d проекций//Современные наукоёмкие технологии. 2013. ― №12. ― С. 49―53.
- Иванов В. В., Таланов В. М. Вероятные механизмы проявления гиперкубиче-ской 4d р-ячейки в ячеистом пространстве меньшей мерности //Современные наукоёмкие технологии. 2013. ― № 12. ― С. 53―56.
- Иванов В. В., Таланов В. М. Возможные варианты проявления структурных особенностей 3d р-ячейки на 2d квадратной сетке//Современные наукоёмкие технологии. 2013. ― № 12. ― С. 56―60.
- Таланов В. М., Иванов В. В. Структура как источник информации о химической организации вещества// ЖОХ. ― 2013. ― № 12. ― C. 1937―1947.
- Talanov M. V., Shilkina L. A., Talanov V. M., Shabelskaya N. P., Reznichenko L. A. Effect of sintering temperature on the structure of composites based on spinel and perovskite// NANOSYSTEMS: PHYSICS, CHEMISTRY, MATHEMATICS, 2013, 4 (6), P. 844―850
- В. М. Таланов, В. И. Вернадский и Ю. А. Жданов: духовное рождает духовное //В кругу Юрия Андреевича Жданова: учителя, сподвижники, ученики / Издание 2-е, исправленное и дополненное. Отв. Редактор д.ф.н., профессор Ю. Г. Волков. М. ― Ростов н/Д: Изд-во Социально-гуманитарные знания. 2013. ― С.58―71.
- Таланов В. М. Идея, знаменующая грядущую эпоху (парадигма ноосферизма в философии истории) //Ноосфера и цивілiзація. ― 2013. – Выпуск 1(14). ― С. 16―22.
- Ефимов В. И., Таланов В. М. В поисках принципов неогуманизма //Ноосфера и цивілiзація. ― 2013. ― Выпуск 1(14). ― С. 137―142.
- В. М. Таланов, В. И. Вернадский и Ю. А. Жданов: традиция преемственности в российской культуре, науке и образовании // Владимир Иванович Вернадский и история науки: к 150-летию со дня рождения / Сборник докладов Международной научной конференции (Москва, 22 января 2013 г.) М.: АКСИ. ― 2013. ― С. 198―207.
- Таланов В. М., Ерейская Г. П. Основы нанохимии и нанотехнологий: учеб. пособие. Юж.-Рос. Гос. Политехнич. Ун-т (НПИ). ― Новочеркасск: ЮРГПУ (НПИ), 2014. ― 524 с.
- Таланов В. М. Идеи В. И. Вернадского и современная культура: сб. статей / Юж.-Рос. Гос. Политехн. Ун-т (НПИ). ― Новочеркасск: ЮРГПУ (НПИ), 2014. ― 241 с.
- Ефимов В. И., Таланов В. М. Общая теория ценностей. Новочеркасск: ЮРГПУ (НПИ), 2014. ― 63 с.
- V. M. Talanov, V. B. Shirokov. Atomic order in spinel structure – a group-theoretical analysis //Acta Cryst. ― 2014. ― V. A70. ― P. 49―63.
- Mukovnin A .A., Talanov V. M. The theory of phase diagrams of thermodynamic systems with 43m symmetry // Solid State Communications. ― 2014. ― V. 182. ― P. 1―4.
- Mukovnin A. A., Talanov V. M. Phenomenological theory of phase diagrams. the case of Landau's potentials with ℒ = 43m // European Physical Journal B. ― 2014. ― V. 87. ― P. 34―44.
- Муковнин А. А., Таланов В. М. Теория фазовых диаграмм, описываемых термодинамическим потенциалом с симметрией Td // Журнал физической химии. 2014. ― Т. 88, No. 9. ― С. 1315―1320.
- Ивлиев М. П., Муковнин А. А., Сахненко В. П., Таланов В. М. Фазовые переходы в кристаллах ян–теллеровскими подсистемами // Физика твердого тела. ― 2014. ― Т. 56, вып. 10. ― C. 2011―2019.
- Таланов В. М., Таланов М. В., Широков В. Б. Теоретико-групповое исследование упорядочения катионов в структуре перовскита // Кристаллография. ― 2014.―  том 59, № 5, с. 718―730.
- Таланов М. В., Широков В. Б., Таланов В. М. Комбинированное упорядочение атомов в А- и В-подрешетках структуры перовскита // Кристаллография. ― 2014. ― том 59, № 5, с. 731―748.
- Муковнин А. А., Таланов В. М. Моделирование фазовых равновесий в фазах Лавеса// Изв. Вузов. Химия и хим. технология. ― 2014. ― № 6.
- Таланов М. В., Шилкина Л. А., Резниченко Л. А., Таланов В. М., Шабельская Н. П. Получение, структура и диэлектрические свойства композитов на основе Ni0.7Zn0.3Fe2О4 и (Na, Li, Sr)NbО3// Конструкции из композиционных материалов. ― 2014. – № 2 (134). ― С. 43―49.
- Mikheykin A S., Torgashev V. I., Talanov V. M.,  Bush A. A., Chernyshov D.,  Yuzyuk Yu. I.,  Dmitriev V. P. High pressure x-ray diffraction study of nickel–copper chromites solid solutions // J. Phys.: Condens. Matter. ― 2014. V.26. ― P. 505401 (8pp)
- Talanov V. Structural similarity of sign systems as the basis of metalanguage of culture. ActaCryst.  (2014). A70, C1429.  Режим доступа: http://scripts.iucr.org/cgi-bin/paper?a52729
- Talanov V. M.  Fedorova N. V.  Chapter 51. Symmetrical Features of the Fullerene Structures in the Light of Fundamental Domains Theory of Point Symmetry Groups // Nova Science Publishers. Chemistry Research Summaries. Volume 12. Editors:  Lucille Monaco Cacioppo . ― 2014. ― pp.101-102. Режим доступа: https://www.novapublishers.com/catalog/product_info.php?products_id=51648&osCsid=b9656cbeda960da6162fb6ab6fadac72
- Advanced Materials - Studies and Applications // Nova Science Publishers. Binding:Hardcover. Editors:Ivan A. Parinov, Shun-Hsyung Chang and Somnuk Theerakulpisut (Vorovich Mechanics and Applied Mathematics Research Institute, Southern Federal University, Russia, and others).
- Chapter 8. Structure, Dielectric and Magnetodielectric Properties of x)(N-Spinel-Perovskite Lead-Free Magnetoelectric Composites (Ni0.7Zn0.3Fe2O4)/x(Na, Li, Sr)NbO3. (M. V. Talanov, L.A. Shilkina, V.M. Talanov, L.A. Reznichenko, N.P. Shabelskaya, Research Institute of Physics, Southern Federal University, Rostov-on-Don, and South- Russian State Polytechnic University, Novocherkassk, Russia). P. 95―107.
- Talanov V. M.,  Shirokov V. B.,  Ivanov V. V.,  Talanov M. V.. Theory of structural phase transition in MgTi2O4  // Crystallography Reports. 2015, V. 60, Issue 1, pp 101―110.
- Talanov V. M.,  Shirokov V. B.,  Talanov M. V. Unique atom hyper-kagome order in  Na4Ir3O8 and in low-symmetry spinel modifications // Acta  Cryst. 2015. A71. 301―318.
- Talanov M. V., Shirokov V. B., Talanov V. M. Atomic order and metallic nanoclusters in Na4Ir3O8 // Nanosystems: physics, chemistry, mathematics, 2015, 6 (3), P. 442―450.
- Mikheykin A. S., Torgashev V. I., Yuzyuk Yu. I., Bush A. A., Talanov V. M., Cervellino A., Dmitriev V. P. The cooperative Jahn-Teller effect and antiisostructural phases in Ni1−xCoxCr2O4 solid solutions: synchrotron X-ray diffraction study // Journal of Physical and Chemistry of Solids. 2015. ― V.86 ― P. 42―48.
- M. V. Talanov, V. B. Shirokov and V. M. Talanov. Anion order in perovskites: a group-theoretical analysis //  Acta Cryst. (2016). A72.  222–235
- В. М. Таланов, М. В. Таланов, В. Б. Широков. Теория образования P4132 (P4332)-фаз шпинелей // Кристаллография, 2016, том 61, № 2, с. 179―190
- M. V. Talanov, V. B. Shirokov  and V. M. Talanov. Phenomenological thermodynamics and the structure formation mechanism of the CuTi2S4 rhombohedral phase // Phys. Chem. Chem. Phys., 2016, 18, 10600-6
- Таланов М. В., Широков В. Б., Таланов В. М. Уникальный атомный гипер-кагоме-порядок в нецентросимметричной структуре Nа3Ir3O8 //Неорганические материалы. 2016. Т. 52. № 8. С. 878―886.

## Достижения
- Заслуженный работник высшей школы Российской Федерации;
- Доктор химических наук;
- Профессор;
- Кавалер трех европейских орденов (LABORE ET SCIENTIA (трудом и знанием);
- PRIMUS INTER PARES (первый среди равных);
- Орден ПЕТРА ВЕЛИКОГО «НЕБЫВАЕМОЕ БЫВАЕТЪ»[4];
- Кавалер медали интеллекта (Кембридж);
- Пять раз был отмечен грантами Международной Соросовской Образовательной Программы в Области Точных Наук;
- «Соросовский доцент»;
- «Европейский преподаватель технического вуза»;
- Автор идеи и фильма “Фораминиферы и гастроподы“ (О проблеме левого и правого в науке и искусстве), получившего на всероссийском кинофестивале Нику (1996) по номинации научно-популярное кино;
- Эксперт ряда международных организаций, член редколлегий и рецензент нескольких международных журналов;
- Действительный член Российской Академии Естествознания;
- Иностранный член Независимой Академии Наук Израиля и других научных обществ и академий.